# Sajjad Afghani
Sajjad Afghani (død 10. marts 2011) var en leder af den Pakistan-baserede muslimske organisation Jaish-e-Mohammed som blandt andet hverver unge til jihad og terror, hovedsageligt mod vestlige mål, men organisationen står også bag flere angreb mod civile muslimer.
Efter den sovjetisk-afghanske krig i 1980 blev Afghani udnævnt til leder for terror-organisationen Harkat-ul-Mujahideen og han var en af grundlæggerne af Jaish-e Mohammed, og han blev organisationens næstkommanderende under kommando af Maulana Mashood Azhar.[kilde mangler] Efter flere kidnappinger og skudepisoder, blev Sajjad Afghani en af de mest eftersøgte militante muslimer i Srinagar i Indien. Afghani og hans personlige livvagt blev dræbt den 10. marts 2011 i en skudveksling med det indiske politi i Kashmir-dalen som danner grænsen fra Indien til Pakistan.